# مدخل غار خشائي
مدخل إلى الغار الخشائي (الثقبة الخشائية أو المدخل أو الفتحة إلى غار الخشاء) هو تجويف كبير غير منتظم يؤدي إلى الوراء من الحيز فوق الطبلة إلى فضاء هوائي كبير يسمى غار الطبلة أو الخشاء.
يتواصل الغار من الخلف والأسفل مع خلايا الهواء الخشائية، والتي تختلف اختلافًا كبيرًا في العدد والحجم والشكل. تُبطَن خلايا الهواء الخشائية والغار بواسطة غشاء مخاطي، ومستمر مع ذلك المبطن للتجويف الطبلي.
يوجد على الجدار الإنسي لمدخل الغار بروز مستديرة، تقع فوق وخلف بروز قناة الوجه. تتوافق مع موقع المجل العظمي (الأمبولة العظمية) للقنوات الهلالية العلوية والجانبية.

## روابط خارجية
- Description at umich.edu
- http://www.dartmouth.edu/~humananatomy/figures/chapter_44/44-5.HTM نسخة محفوظة 23 سبتمبر 2015 على موقع واي باك مشين.